# Virginia Slims of Arizona 1990 - Doppio
Il doppio del torneo di tennis Virginia Slims of Arizona 1990, facente parte del WTA Tour 1990, ha avuto come vincitrici Elise Burgin e Helen Kelesi che hanno battuto in finale Sandy Collins e Ronni Reis con il punteggio di 6–4, 6–2.

## Teste di serie
1. Meredith McGrath /  Lori McNeil (semifinali)
2. Lise Gregory /  Gretchen Rush (quarti di finale)

1. Mary Lou Daniels /  Wendy White (quarti di finale)
2. Elise Burgin /  Helen Kelesi (campionesse)

## Tabellone

### Legenda
| - Q = Qualificato - WC = Wild card - LL = Lucky loser | - ALT = Alternate - SE = Special Exempt - PR = Protected Ranking | - w/o = Walkover - r = Ritirato - d = Squalificato |